# Manga (Toéni)
Pour les articles homonymes, voir Manga (homonymie).
Ne dont être confondue avec la ville de Manga dans le département de Manga
Manga est une localité située dans le département de Toéni de la province du Sourou dans la région de la Boucle du Mouhoun au Burkina Faso.

## Géographie
Manga regroupe administrativement le village de Sanghaï.

## Santé et éducation
Le village possède une école primaire publique.